# Adynamie
Unter Adynamie (griechisch: αδυναμία, adynamia, Kraftlosigkeit) versteht man eine allgemeine Erschöpfung bzw. eine ausgeprägte Kraft- und Antriebslosigkeit.

## Psychologie, Medizin
Der Begriff hat sowohl eine psychologische als auch eine pathophysiologische Dimension. So kann eine Adynamie beispielsweise als Folge psychischer Erkrankungen vorkommen, im Rahmen von bestehenden körperlichen Erkrankungen oder Stoffwechselentgleisungen, wie zum Beispiel einer Schilddrüsenunterfunktion, eines Morbus Addison, einer Hyperkalzämie, Hypokaliämie, verschiedenen Muskeldystrophien (wobei Adynamie auch die Muskelschwäche beschreibt) oder nach lange andauerndem Konsum von Cannabis auftreten.
Weitere Krankheitsbilder sind die A. episodica hereditaria (auch Gamstorp-Syndrom) und die affektive Adynamie bei Narkolepsie. Hierbei kommt es zu einer periodisch schlaffen, ca. eine Stunde dauernden anhaltenden Lähmung der Extremitäten und des Rumpfes infolge autosomal-dominant erblicher Störung des Kaliumstoffwechsels. Man kann den hyper- bzw. hypokaliämischen Typ unterscheiden.
Der Begriff Adynamie der Sprache (verbal adynamia) bezeichnet nach Lurija eine besondere Form der Aphasie.

## Philosophie
Aristoteles verwendet den Begriff im Sinne von Unvermögen als privativen Gegensatz zum Handlungsvermögen (Potenzialität). Heidegger verwendet dafür den Begriff der Unkraft.